# 黒媛
黒媛（くろひめ、生年不明 - 推定404年（履中天皇5年9月19日））は、古墳時代の女性。父親は葦田宿禰あるいは羽田矢代宿禰。古事記では黒比売命と記される。

## 記録
『古事記』によると、葛城曾都比古の子の葦田宿禰の娘であり、市辺之忍歯王と御馬王、青海郎女（飯豊郎女）を産んだと記されている。
『日本書紀』によると、仁徳天皇の崩御の債に、まだ即位していない皇太子であった去来穂別皇子（履中天皇）は、黒媛を妃にしようと思い立ち、婚約の儀式も整って、弟の住吉仲皇子を派遣し、結婚の吉日を告げた。ところが、住吉仲皇子は太子だと偽って黒媛と姦通した。その際に、仲皇子は手にしていた鈴を黒媛の家に置き忘れてしまった。翌日、太子が黒媛を訪ねた際に、黒媛の部屋の寝台にはいり、寝台の頭に鈴の音がするのを聞いて、「何の音だろう？」と質問した。黒媛は、「昨夜、太子が持ってこられた鈴ではないですか、どうして私に尋ねられるのでしょうか」と逆に聞き返した。このことにより、太子は、仲皇子が自分の名を詐称したことを知り、黒媛にはそれ以上何もきかずに、黙ってその場を立ち去った、という。その後、住吉仲皇子の反乱を収め、即位した天皇は、黒媛を皇后にしている。
履中天皇5年9月、天皇が狩りをするために淡路島に行幸した際に、急使が到着し、黒媛の死を告げたという。天皇は大変驚いて行幸を中断し、4日後には宮に戻ったという。翌月には、黒媛を埋葬したが、神の祟りをおさめずに皇妃を亡くされたことを後悔し、その原因を探ったところ、「車持君が原因だろう」という意見があったので、詮議をされたという。